# Russell Boyd
Russell Boyd (* 21. April 1944 in Geelong, Victoria) ist ein australischer Kameramann. Eine jahrzehntelange Zusammenarbeit verbindet ihn mit dem Regisseur Peter Weir, der ihn seit Mitte der 1970er Jahre in vielen seiner Werke einsetzte. Für seine Arbeit an Weirs Seefahrer-Epos Master and Commander – Bis ans Ende der Welt (2003) wurde er mit dem Oscar in der Kategorie Beste Kamera geehrt.

## Leben
Russell Boyd wurde 1944 in Manifold Heights, in der Kleinstadt Geelong in der Nähe von Melbourne geboren. Er entstammte einer Familie von Landwirten und wuchs im Stadtteil Waurn Ponds auf. Sein Vater scherte Schafe und ließ die Wolle auf dem Markt verkaufen. Mit dem Medium Fernsehen kam Boyd durch seinen Vater in Berührung, der ihn zu samstäglichen Kinogängen mitnahm, wo Serien wie das US-amerikanische Westernformat Hopalong Cassidy (1952–1954) mit William Boyd aufgeführt wurden. Als Jugendlicher fasziniert von der Fotografie, ging er nach seinem Abschluss am Geelong College nach Melbourne, wo er eine Anstellung in dem Unternehmen Cinesound fand, das Wochenschaubeiträge für das Kino produzierte. Nach einem Jahr drehte er selbst Schwarzweiß-Beiträge und wechselte später zum Melbourner Fernsehsender Channel 7.
Nach mehreren Jahren im Nachrichtengeschäft zog es Boyd nach Sydney, wo er für eine Dokumentarfilm-Firma arbeitete. Diese drehte im Auftrag der australischen Zuwanderungsbehörde 8-mm-Filme im ganzen Land. Später wechselte er in die Werbung, wo er an einer großen Zahl von Fernsehwerbespots mitwirkte. In dieser Zeit machte er die Bekanntschaft mit dem drei Jahre jüngeren Filmstudenten Michael Thornhill und drehte an Wochenenden mit ihm Low-Budget-Filme. Das technische Equipment lieh er sich von einem großen Fotostudio, für das er tätig war. 1974 war Boyd für die Bilder von Thornhills erstem Spielfilm Between Wars verantwortlich. Das Historiendrama in dem Corin Regrave die Rolle des Sydneyer Psychiaters Edward Trenbow übernahm, sollte ihm zwei Jahre später eine Ehrung der Australian Cinematographers Society einbringen, die Boyd zu Australiens Kameramann des Jahres 1976 wählte.
Nach Between Wars konzentrierte sich Boyd auf die Arbeit als Kameramann im australischen Film. Als Autodidakt, der nicht wie gewöhnlich als Kameraassistent beim Film begonnen hatte, ließ er sich von zahlreichen Schwarzweißfilmen aus den 1950er Jahren inspirieren. Dazu zählen Kon Ichikawas Drama Freunde bis zum letzten (1956), aber auch spätere Klassiker der Nouvelle Vague wie François Truffauts Jules und Jim (1962). Durch den Kontakt zum Regieassistenten seines zweiten Spielfilms machte Boyd die Bekanntschaft mit dem Regisseur Peter Weir, der ihn daraufhin als Kameramann für die Verfilmung von Joan Lindsays populären Roman Picnic at Hanging Rock engagierte. Der „romantische Horrorfilm“ berichtet vom Ausflug eines Mädchenpensionats am Valentinstag des Jahres 1900, bei dem drei Schülerinnen und eine Lehrerin im Felsenmassiv des Hanging Rock spurlos verschwinden. Trotz umfangreicher Suche wird nur eines der drei Mädchen nach einer Woche gefunden, kann aber auch keinerlei Erklärungen über den Verbleib ihrer Freundinnen und der Lehrkraft abgeben. „Diese frühen Filme waren bahnbrechend und du fühltest, dass du etwas wichtiges tatest“, so Boyd 2004 in einem Interview mit The Weekend Australian. „Sie waren nicht profitorientiert, sie waren mit sehr viel Herz gemacht, mit Würde und halfen vielleicht das kulturelle Provinzbild einzureißen, das ein Großteil vom Rest der Welt über Australien hatte. Es war berauschend, zu helfen dies einzureißen. Und wir waren natürlich auch jung und idealistisch.“
Picknick am Valentinstag, so der deutsche Verleihtitel, wurde im Jahr 1975 veröffentlicht, stand in der Gunst von Kritikern und Publikum und war maßgeblich für die internationale Anerkennung des neuen australischen Kinos verantwortlich. Ebenfalls Erfolg war Russell Boyd beschieden, dessen Kameraführung Vergleiche zu so bekannten Fotografen wie David Hamilton nach sich zogen. Für seine weichen Gegenlichtaufnahmen, die das unwirkliche Geschehen des Films verstärken, gewann er 1979 den amerikanischen Saturn Award. Zwei Jahre zuvor hatte er sich bei der Verleihung des Britischen Filmpreises unter anderem gegen so bekannte Berufskollegen wie Haskell Wexler (Einer flog über das Kuckucksnest) oder Gordon Willis (Die Unbestechlichen) durchsetzen können. Weir vertraute auf seinen Kameramann auch bei den folgenden Filmprojekten Die letzte Flut (1977), Gallipoli (1981) und das Oscar-prämierte Drama Ein Jahr in der Hölle, die Boyd in seinem Heimatland Preise des Australian Film Institutes und eine weitere Auszeichnung der Australian Cinematographers Society einbrachten. Ab Anfang der 1980er Jahre folgte Boyd Angeboten aus Hollywood und arbeitete mit Bruce Beresford (Comeback der Liebe, 1983), Norman Jewison (Sergeant Waters – Eine Soldatengeschichte, 1984) und Gillian Armstrong (Flucht zu dritt, 1984), blieb aber mit Publikumserfolgen wie den Mainstream-Komödien Crocodile Dundee – Ein Krokodil zum Küssen (1986) und der Fortsetzung Crocodile Dundee II (1988) mit Paul Hogan als Titelheld weiterhin der heimischen Filmindustrie treu.
Bei neuen Angeboten geht Boyd selektiv vor, wählt die Projekte anhand der Regisseure aus und macht sich bei nicht so bekannten Filmemachern mit deren vorangegangenen Werken vertraut. Ebenfalls viel Wert legt er auf das Drehbuch und die Arbeit mit altbekannten Kollegen, die er auch persönlich schätzt. Ab Anfang der 1990er Jahre widmete sich der Australier verstärkt der Arbeit in den USA, wo die Sportler-Komödien Weiße Jungs bringen’s nicht (1992) und Tin Cup (1996), der Abenteuerfilm Forever Young (1992) mit Mel Gibson oder das Eddie-Murphy-Vehikel Dr. Dolittle (1998) entstanden. Boyd reduzierte sein Arbeitspensum auf nur noch ein bis zwei Filme pro Jahr und arbeitete 2003, nach über zwanzig Jahren Pause, erneut mit Peter Weir an dem Drama Master and Commander – Bis ans Ende der Welt. Das Seefahrer-Epos, inspiriert nach Motiven zweier Romane Patrick O’Brians, stellt den Kapitän eines englischen Kriegsschiffes (gespielt von Russell Crowe) in den Mittelpunkt, der einem feindlichen Schiff der napoleonischen Truppen nachjagt. Die „Sinfonie aus Angst, Schweiß und Pulverdampf“ wurde von der Kritik als naturalistischster Seefahrerfilm aller Zeiten hochgelobt und bei der Oscarverleihung 2004 in zehn Kategorien nominiert. Ebenfalls eine Oscar-Nominierung erhielt Russell Boyd, der sich erstmals nominiert in der Kategorie Beste Kamera unter anderem gegen den favorisierten US-Amerikaner John Schwartzman (Seabiscuit – Mit dem Willen zum Erfolg) und John Seale (Unterwegs nach Cold Mountain) durchsetzen konnte. Damit war er nach Robert Krasker (Der dritte Mann), Dean Semler (Der mit dem Wolf tanzt), John Seale (Der englische Patient) und Andrew Lesnie (Der Herr der Ringe – Die Gefährten) der fünfte australische Kameramann, der mit der Auszeichnung bedacht wurde. Bei der fünften Zusammenarbeit mit Weir hatte er sich unter anderem durch zeitgenössische Ölgemälde inspirieren lassen und zum größten Teil die Szenen unter Deck mit natürlichem Kerzenlicht festgehalten.
Boyd ist seit 1969 verheiratet. 2004 wurde er für seine ausgezeichneten Referenzen Mitglied der American Society of Cinematographers und darf seitdem das Kürzel A.S.C. im Namen tragen. Bereits 1975 war der Kameramann, der niemals Wert darauf legte selbst ins Regiefach zu wechseln, in die Reihen der Australian Cinematographers Society aufgenommen worden.

## Filmografie (Auswahl)
- 1974: Between Wars
- 1975: Der Mann von Hongkong (The Man from Hong Kong)
- 1975: Picknick am Valentinstag (Picnic at Hanging Rock)
- 1976: Break of Day
- 1977: Die letzte Flut (The Last Wave)
- 1979: Die Schwimmerin (Dawn!)
- 1980: Die Kettenreaktion (The Chain Reaction)
- 1981: Gallipoli
- 1982: Ein Jahr in der Hölle (The Year of Living Dangerously)
- 1983: Comeback der Liebe (Tender Mercies)
- 1983: Phar Lap – Legende einer Nation (Phar Lap)
- 1984: Stanley – Der Querkopf (Stanley: Every Home Should Have One)
- 1984: Sergeant Waters – Eine Soldatengeschichte (A Soldier’s Story)
- 1984: Flucht zu dritt (Mrs. Soffel)
- 1985: Burke & Wills
- 1985: Die Perfektionistin (The Perfectionist)
- 1986: Crocodile Dundee – Ein Krokodil zum Küssen (Crocodile Dundee)
- 1987: High Tide
- 1988: Crocodile Dundee II
- 1988: The Rescue
- 1989: Zurück aus der Hölle (In Country)
- 1990: Blutiger Schwur (Blood Oath)
- 1990: Beinahe ein Engel (Almost an Angel)
- 1991: Harrys größter Coup (Sweet Talker)
- 1992: Überleben in Malaysia (Turtle Beach)
- 1992: Weiße Jungs bringen’s nicht (White Men Can’t Jump)
- 1992: Forever Young
- 1994: Homerun (Cobb)
- 1995: Operation Dumbo (Operation Dumbo Drop)
- 1996: Tin Cup
- 1997: Der Dummschwätzer (Liar Liar)
- 1998: Dr. Dolittle
- 2000: Cuba Libre – Dümmer als die CIA erlaubt! (Company Man)
- 2001: Serenades
- 2001: American Outlaws
- 2003: Master and Commander – Bis ans Ende der Welt (Master and Commander: The Far Side of the World)
- 2007: Ghost Rider
- 2010: The Way Back – Der lange Weg (The Way Back)

## Auszeichnungen
- Oscar
  - 2004: Beste Kamera für Master and Commander – Bis ans Ende der Welt
- British Academy Film Award
  - 1977: Beste Kamera für Picknick am Valentinstag
  - 2004: nominiert in der Kategorie Beste Kamera für Master and Commander – Bis ans Ende der Welt
- Australian Film Institute Award
  - 1977: Beste Kamera für Break of Day
  - 1978: Beste Kamera für Die letzte Flut
  - 1980: nominiert in der Kategorie Beste Kamera für Die Kettenreaktion
  - 1981: Beste Kamera für Gallipoli
  - 1983: nominiert in der Kategorie Beste Kamera für Ein Jahr in der Hölle
  - 1986: nominiert in der Kategorie Beste Kamera für Burke & Wills
  - 1988: Raymond-Longford-Preis
  - 1990: nominiert in der Kategorie Beste Kamera für Blutiger Schwur
- American Society of Cinematographers
  - 2004: nominiert in der Kategorie Beste Kamera für Master and Commander – Bis ans Ende der Welt
- Australian Cinematographers Society
  - 1976: Kameramann des Jahres für Between Wars
  - 1982: Kameramann des Jahres für Gallipoli
  - 1998: Aufnahme in die ACS Hall of Fame
- British Society of Cinematographers
  - 1976: Preis für Picknick am Valentinstag
- Camerimage
  - 2003: Spezialpreis gemeinsam mit Peter Weir und nominiert für den Goldenen Frosch für Master and Commander – Bis ans Ende der Welt
- Chicago Film Critics Association Awards
  - 2004: nominiert in der Kategorie Beste Kamera für Master and Commander – Bis ans Ende der Welt
- Film Critics Circle of Australia Awards
  - 2002: Spezialpreis und nominiert in der Kategorie Beste Kamera für Serenades
- National Society of Film Critics Award
  - 2004: Beste Kamera für Master and Commander – Bis ans Ende der Welt
- Phoenix Film Critics Society Award
  - 2004: nominiert in der Kategorie Beste Kamera für Master and Commander – Bis ans Ende der Welt
- Satellite Awards
  - 2004: nominiert in der Kategorie Beste Kamera für Master and Commander – Bis ans Ende der Welt
- Saturn Award
  - 1979: Beste Kamera für Picknick am Valentinstag